# Charlie Nicholas
Charles Nicholas, detto Charlie (Glasgow, 30 dicembre 1961), è un ex calciatore britannico, di ruolo attaccante.

## Carriera

### Nazionale
Con la Nazionale di calcio della Scozia ha partecipato ai Mondiali di calcio 1986.

## Palmarès

### Club

#### Competizioni nazionali
- Campionato scozzese: 2

Celtic: 1980-1981, 1981-1982
- Coppa di Lega scozzese: 2

Celtic: 1983
Aberdeen: 1990
- Coppa di Scozia: 1

Aberdeen: 1990
- Coppa di Lega inglese: 1

Arsenal: 1987

### Individuale
- Miglior giovane dell'anno della SPFA: 1

1980-1981
- Miglior calciatore scozzese dell'anno: 1

1983
- Capocannoniere del campionato scozzese: 2

1982-1983, 1988-1989
- Capocannoniere della Scottish League Cup: 1

1992-1993 (13 reti)